# DJ Oscar
Óscar Pérez Madolell (Melilla, 2001), conocido artísticamente como DJ Oscar, es un DJ y productor discográfico español. En 2022 fue reconocido con un Grammy Latino por Sum Up Memory y en 2023 con el Disco de Oro de Universal Music Group por Wake Up Sleep.

## Carrera musical
Óscar Pérez nació en Melilla el 16 de octubre de 2001. Desde temprana edad, mostró interés por la música, tocando el piano, antes de enfocarse en la producción de ritmos electrónicos. A los 12 años, produjo su primera pista utilizando el equipo de su padre. A los 16, salió su primer sencillo, Sum Up Memory. Este éxito llamó la atención de la empresa Catapult Musical, con quienes produjo Undo, otro sencillo que alcanzó el primer puesto en las listas de Beatport Top 100. En ese año, el canal MTV y la revista Billboard lo menciona como el «One To Watch», distinguiéndose como el artista revelación. En 2019, firmó contratos con Vevo España, Sony Music España y Universal Music Group. En 2022, fundó su propio sello discográfico, DJ Oscar Records, gestionado por Unison Rights.
En 2022, colaboró en el remix Yellow New World con el dúo estadounidense Krewella, acumulando 450.000 reproducciones. Ese mismo año, fue reconocido por la Academia Latina de Artes y Ciencias de la Grabación. por su trabajo Sum Up Melody. En 2023, fue distinguido con el Disco de Oro con Wake Up Sleep por Universal Music Group. Según la crítica especializada, este proyecto se posicionó como el disco más vendido de música electrónica en España durante su primera semana de lanzamiento, consolidando a DJ Oscar «como uno de los productores musicales más destacados del país».

## Ranking DJmag
| DJ       | 2021 | 2022 | 2023 | 2024 |
| -------- | ---- | ---- | ---- | ---- |
| DJ Oscar | 16°  | 24°  | 10°  | 16°  |

## Discografía

### Álbumes
- 2022: Creative Movie
- 2023: Wake Up Sleep

### Sencillos
- 2017: Wake Up and Nightfall
- 2018: Sum Up Memory
- 2019: The Madness Explosions
- 2020: Brayn Poster
- 2021: Chocolata (Remix)
- 2021: Electro Sambass
- 2021: Yellow New World (Remix)
- 2021: Possession Quarantine
- 2022: Paintwork
- 2022: Earth Sounds
- 2022: Welcome to my room
- 2022: Id Imagine
- 2022: Isolation
- 2022: Let's Go To The Party
- 2022: Undo
- 2023: Land of Fire
- 2023: Intro Moments
- 2024: Wake Up Melody

## Premios
| Año  | Trabajo nominado | Premio                                                              | Resultado |
| ---- | ---------------- | ------------------------------------------------------------------- | --------- |
| 2022 | Sum Up Memory    | Premios Grammy Latinos - Mejor Interpretación de Música Electrónica | Ganador   |
| 2023 | Wake Up Sleep    | Disco de Oro                                                        | Ganador   |